# Данилова Балка
Дани́лова Ба́лка — село в Благовіщенській громаді Голованівського району Кіровоградської області України. Населення становить 955 осіб.

## Історія
До 1923 — волосний центр Данилівської волості Балтського повіту Подільської губернії.
З 7 березня 1923 — районний центр Данилівського (Данилово-Балківського) району Першомайської округи. В 1925 райцентр перенесено до с. Грушка, район перейменовано на Грушківський.
01 лютого 1945 село Данилова Балка та селище Антонівка об'єднані в один населений пункт — село Данилова Балка.

## Населення
Згідно з переписом УРСР 1989 року чисельність наявного населення села становила 1090 осіб, з яких 470 чоловіків та 620 жінок.
За переписом населення України 2001 року в селі мешкала 961 особа.

### Мова
Розподіл населення за рідною мовою за даними перепису 2001 року:
| Мова       | Відсоток |
| ---------- | -------- |
| українська | 94,24 %  |
| молдовська | 3,14 %   |
| російська  | 2,09 %   |
| болгарська | 0,21 %   |
| вірменська | 0,21 %   |
| білоруська | 0,10 %   |

## Відомі люди
- Барський Пилип — сотник Армії УНР.

Уродженцем села є Струтинський Вілен Митрофанович — фізик-теоретик, член-кореспондент АН УРСР.